# Secamone elliptica
Secamone elliptica là một loài thực vật có hoa trong họ La bố ma. Loài này được R. Br. miêu tả khoa học đầu tiên năm 1810.

## Hình ảnh

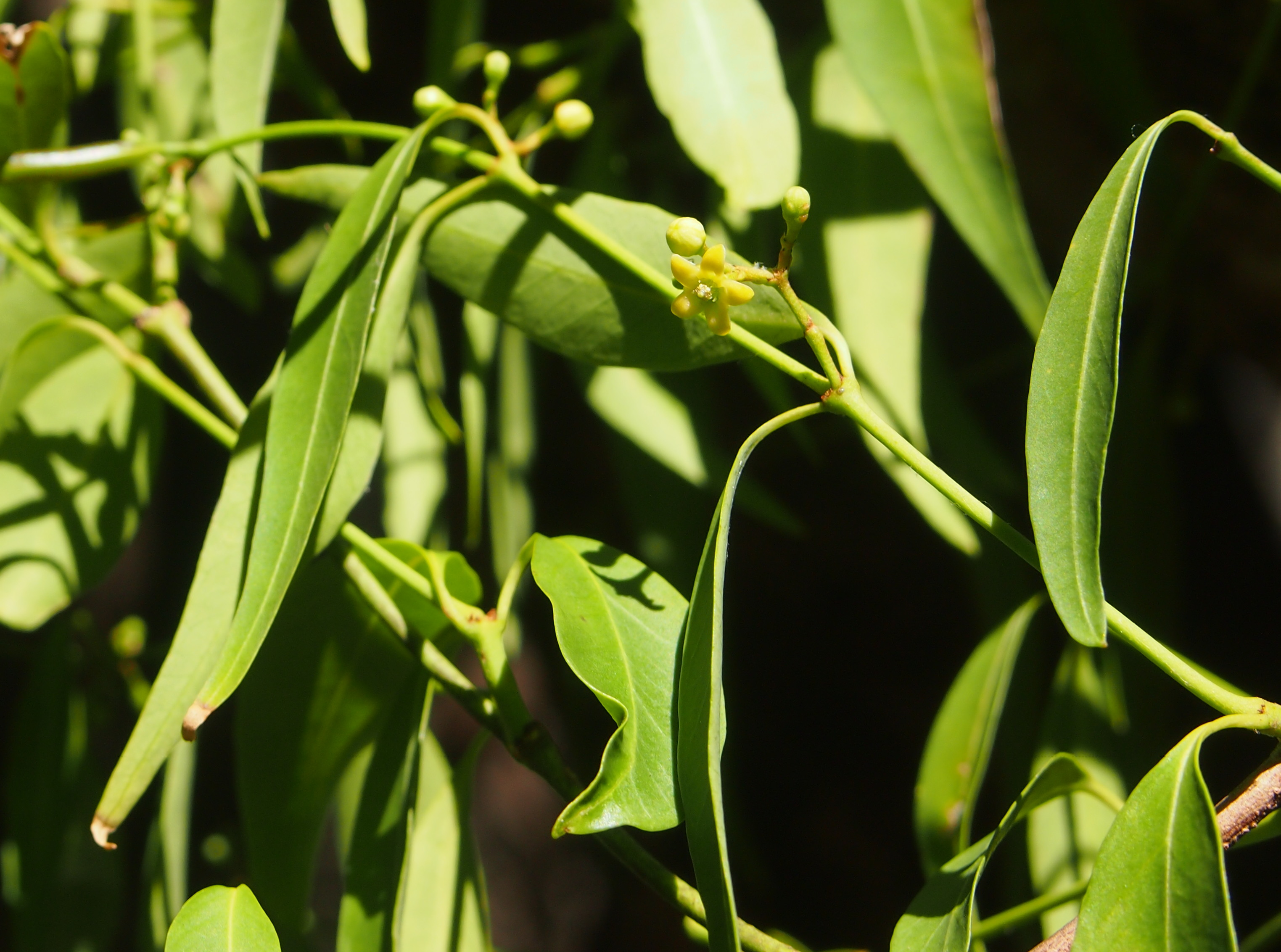
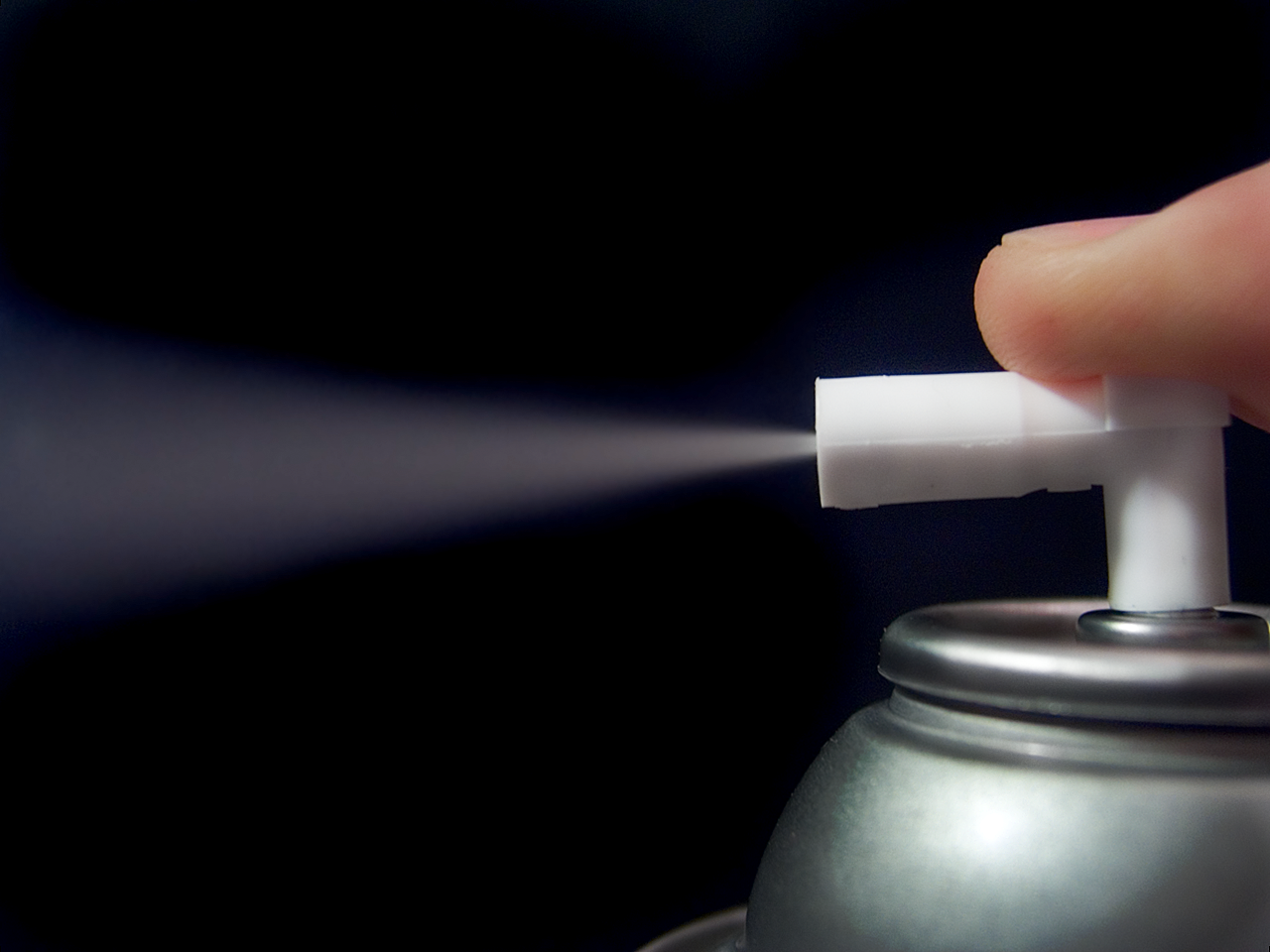
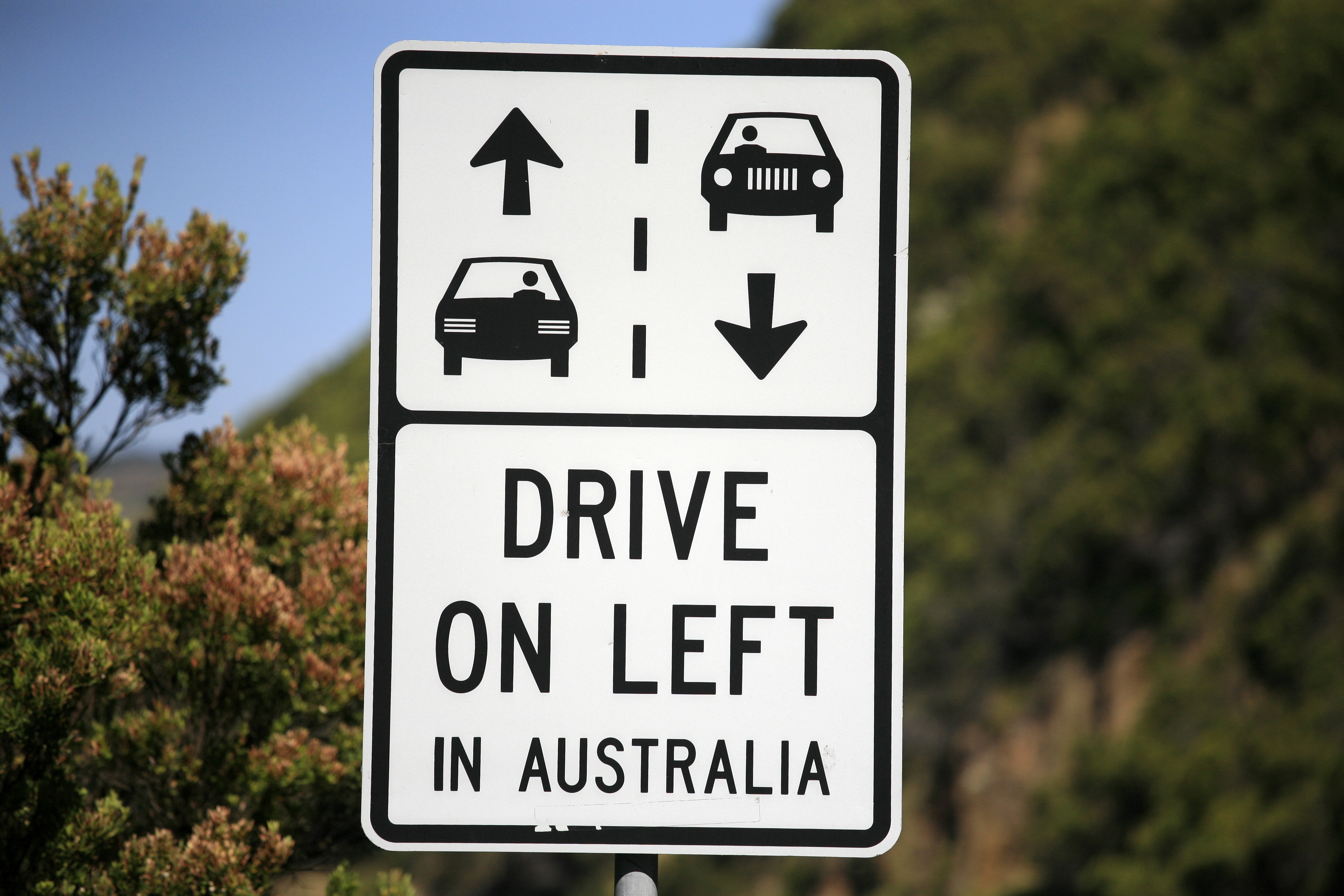